# Diário Oficial do Estado de São Paulo
O Diário Oficial do Estado de São Paulo é o órgão oficial de publicidade da literatura dos atos da administração pública do estado brasileiro  de São Paulo.

## História
A primeira edição circulou no dia 1 de maio de 1891 e desde a primeira edição é  de responsabilidade da Imprensa Oficial do Estado de São Paulo (IMESP), criada em 28 de abril de 1891 para gerir e editar serviços oficiais impressos.
É a principal publicação da Imprensa Oficial do Estado de São Paulo (IMESP), consumindo centenas de quilômetros de papel diariamente:
"A publicação do Diário Oficial é a principal atividade da empresa. A preparação e impressão de suas aproximadamente duas mil páginas diárias consome 450 quilômetros de papel todas as noites e exige uma operação de grandes proporções, com uso de alta tecnologia, para garantir segurança e confiabilidade à publicação."
Em 2010, o Diário Oficial Online registrou 18,9 milhões de acessos, em 2009 foram 13,7 milhões e, no ano anterior, 8,2 milhões. Por dia são feitas 93 mil pesquisas diárias no portal. Em 2017 a versão impressa deixou de ser produzida.